# Magnolia hongheensis
Magnolia hongheensis là một loài thực vật có hoa trong họ Magnoliaceae. Loài này được (Y.M.Shui & W.H.Chen) V.S.Kumar mô tả khoa học đầu tiên năm 2006.